# Gabriel de Mortillet

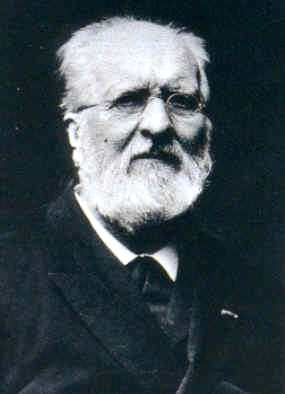
Gabriel de Mortillet

Louis Laurent Gabriel de Mortillet, född 29 augusti 1821 i Meylan, död  25 september 1898 i Saint-Germain-en-Laye, var en fransk arkeolog och antropolog. Han var biträdande intendent på museet i Saint-Germain-en-Laye i 17 år innan han blev professor i förhistorisk antropologi vid École d'anthropologie i Paris 1876.
Mortillet fortsatte Édouard Lartets arbete. Trots att han beundrade hans arbete ansåg han att paleolitikums uppdelning i underavdelningar måste ske enligt kulturella snarare än paleontologiska kriterier. I det avseendet valde han att följa John Lubbock och Worsaae. Trots det var hans förhållningssätt till arkeologin starkt påverkat av hans kunskaper i geologi och paleontologi. Han försökte särskilja varje period med hjälp av ett begränsat antal artefakttyper som var säregna för just den perioden. Dessa ledartefakter var den arkeologiska motsvarigheten till de ledfossil som geologer och paleontologer använde för att identifiera olika skikt. Mortillet följde också en geologisk sedvänja när han uppkallade var och en av sina underavdelningar inom paleolitikum efter den fyndplats som hade använts för att definiera den. Liksom paleontologerna stödde han sig på stratigrafin för att etablera en kronologisk följdsträcka. I den paleolotiska forskningen på 1800-talet spelade seriationen bara en mindre roll vid upprättandet av en kronologi. Delvis berodde det utan tvivel på att tekniska och stilmässiga sekvenser var svårare att urskilja när det gällde paleolitiska stenredskap än ifråga om senare artefakter. Dessutom var de frågor som diskuterades så omstridda att endast den klaraste stratigrafiska bevisningen allmänt erkändes kunna stå till tjänst med definitiva tidssekvenser. Förlitan på stratigrafin hade också att göra med Lartets och Mortillets naturvetenskapliga utbildning.
Lartets flodhästperiod blev chelléenperioden uppkallad efter en fyndort utanför Paris, och det mesta av Lartets grottbjörns- och mammutperiod blev moustérien, fast Mortillet förde fynd från Aurignac som Lartet hade placerat sent i grottbjörns- och mammutperioden till en särskild aurignacienperiod. Lartets renperiod delades upp i en tidigare solutréenperiod och en senare magdalénienperiod. Mortillet var osäker ifråga om dateringen av auragnacien. Senare lade han den efter solutréen och utelämnade den helt och hållet i sin klassifikation 1872. Han lade också till en robenhausisk epok som skulle presentera den neolitiska perioden, och i senare skrifter som Formation de la nation française lade han till ytterligare epoker för att få med brons- och järnåldrarna i sitt system. Mortillet inrättade också en thanysienneperiod, och senare en puycournienne, för att täcka fynd från förchelléensk tid.
Mortillets naturvetenskapliga utbildning visade sig också på annat sätt än i hans klassifikationsmetoder. Han var påverkad av evolutionära tankar och främst intresserad av att fastställa hur gammal mänskligheten var.